# St. Lambertus (Hinterhausen)

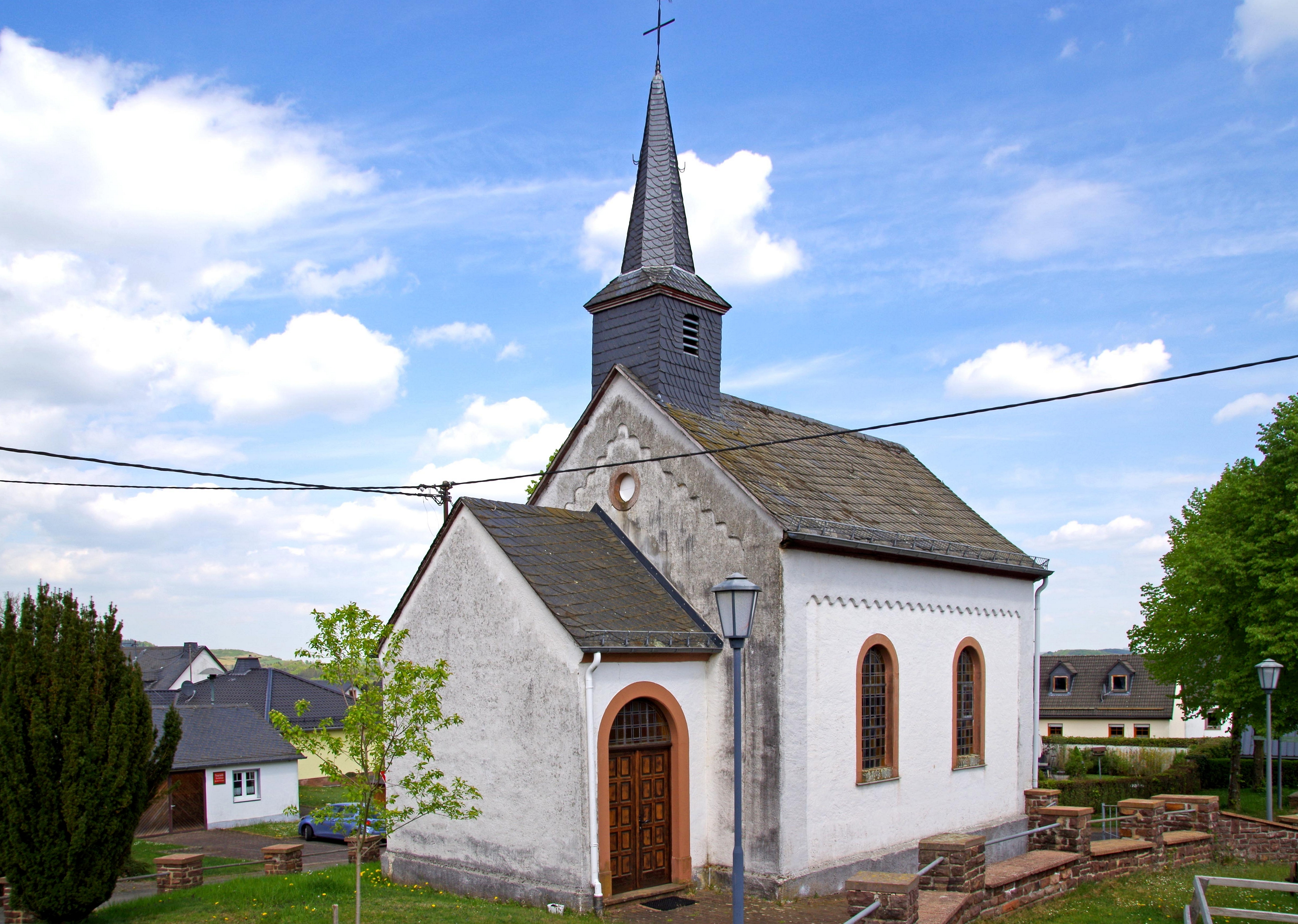
St. Lambertus (Hinterhausen)

Die Kirche St. Lambertus ist die römisch-katholische Filialkirche von Hinterhausen (Ortsteil von Gerolstein) im Landkreis Vulkaneifel in Rheinland-Pfalz. Die Kapelle gehört zur Pfarrei St. Anna (Gerolstein) in der Pfarreiengemeinschaft Gerolsteiner Land im Bistum Trier.

## Geschichte

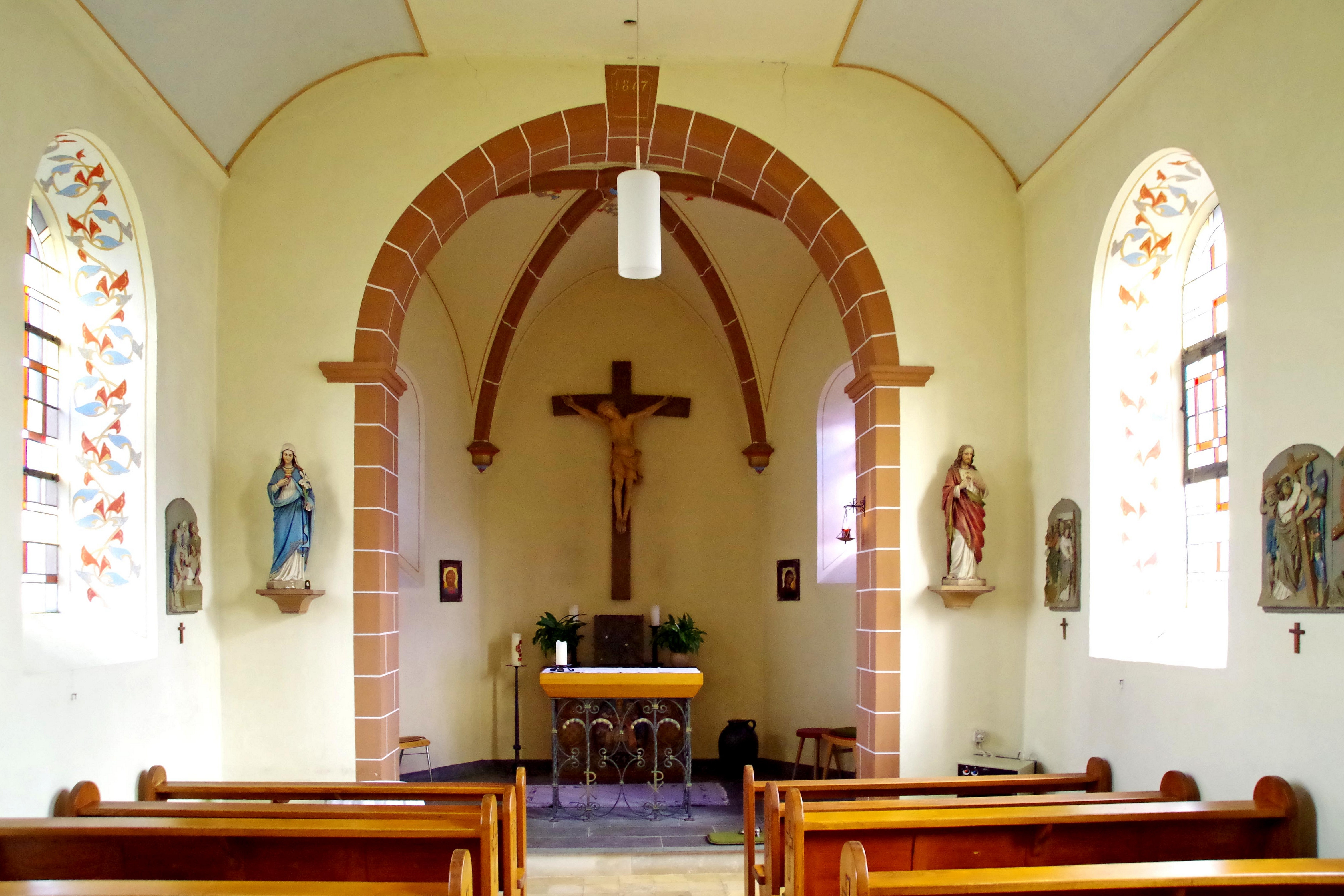
St. Lambertus (Hinterhausen)

Seit 1712 ist in Hinterhausen eine Kapelle bezeugt, die dem heiligen Bischof Lambert von Lüttich geweiht war. Der heutige zweiachsige Saalbau mit Chor und Dachreiter stammt von 1867. Bei einer Renovierung in den 1950er Jahren wurde ein neuer Eingang mit Windfang und Sakristei angebaut. Die Kapelle wurde 1989 renoviert. Eine neuerliche Sanierung steht bevor.

## Ausstattung
In der Eingangshalle befindet sich ein farbiges Relief mit Darstellung des Lambertusmartyriums. Bemerkenswert ist die ornamentale Gestaltung der Fenster und Bemalung der Fensterbögen.